# Posttriebwagen
Ein Posttriebwagen beziehungsweise Postmotorwagen, veraltet manchmal auch Pakettriebwagen genannt, ist ein Triebwagen der Eisenbahn oder der Straßenbahn. Das Fahrzeug dient ausschließlich der Beförderung von Post – im Eisenbahnverkehr als Bahnpost bezeichnet –, hat aber keine Möglichkeit zur Reisendenbeförderung. Zweck von Posttriebwagen ist der freizügigere Einsatz im Vergleich zu konventionellen Postwagen. So muss dabei weder auf die Fahrpläne regulärer Züge Rücksicht genommen werden, noch fallen Rangierarbeiten an. Insbesondere in Großstädten waren früher Poststraßenbahnen mit eigenen Motorwagen üblich, beispielsweise bei der Poststraßenbahn Frankfurt am Main. Bei der 1908 gegründeten Abbazianer Elektrizitäts- und Kleinbahn-Gesellschaft (AEK) zogen früher Posttriebwagen regulär Beiwagen, in denen Fahrgäste befördert wurden. Häufig dienen Posttriebwagen darüber hinaus als Schlepptriebwagen für zusätzliche Güter- oder Personenwagen. So auch der 1897 gebaute Post-Dampftriebwagen der französischen Chemins de fer du Nord, der außerdem nur in den Nachtstunden unterwegs war, wenn keine regulären Personenzüge auf den Strecken verkehrten.
Typischerweise sind Posttriebwagen im Besitz der jeweiligen Staatspost und gehören nicht einem Eisenbahnunternehmen. Sie werden somit in der Regel auf Kosten des Postbetriebes angeschafft und nur der Unterhalt wird von der benützenden Bahngesellschaft durchgeführt. Auch das Fahrpersonal wird in der Regel über einen Vertrag von einer Bahngesellschaft angemietet. Bei einigen Poststraßenbahn-Triebwagen kam aber auch eigenes Fahrpersonal zum Einsatz. Die Vollbahntriebwagen waren bis zur Bahnliberalisierung aus juristischen Gründen bei der jeweiligen (Staats-)Bahngesellschaft eingereiht.

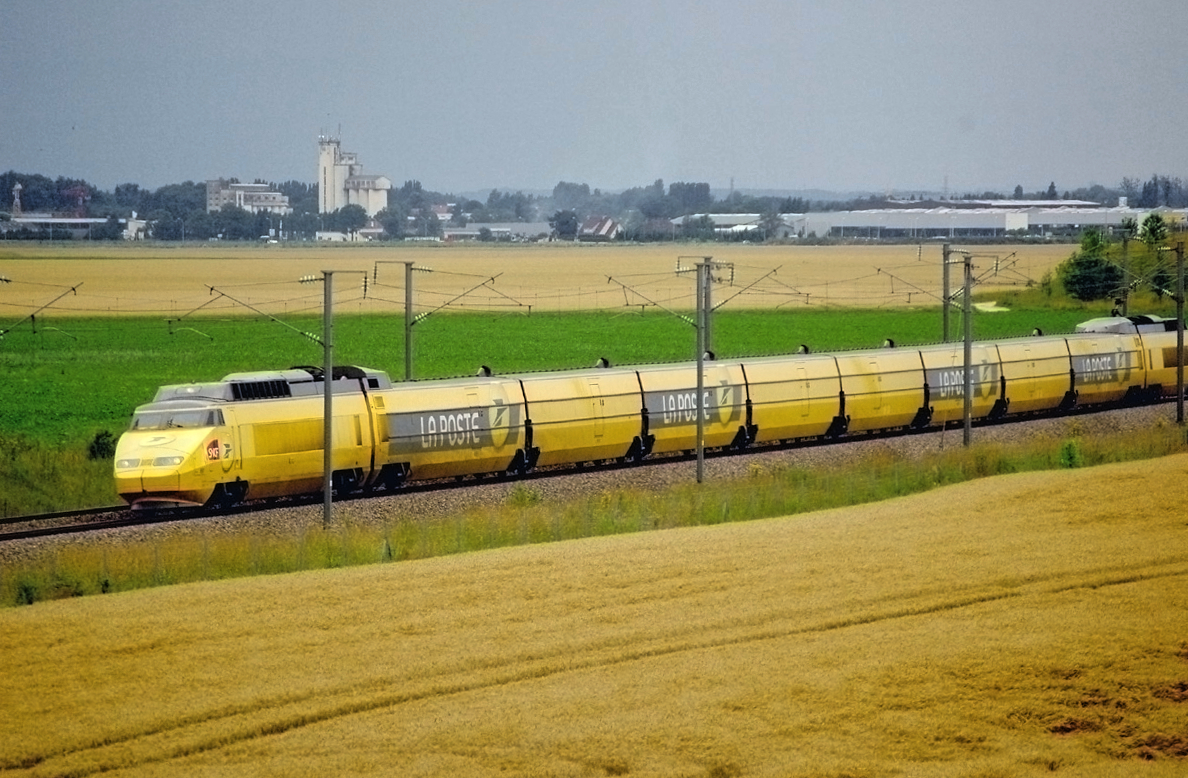
Posttriebzug TGV postal in Frankreich
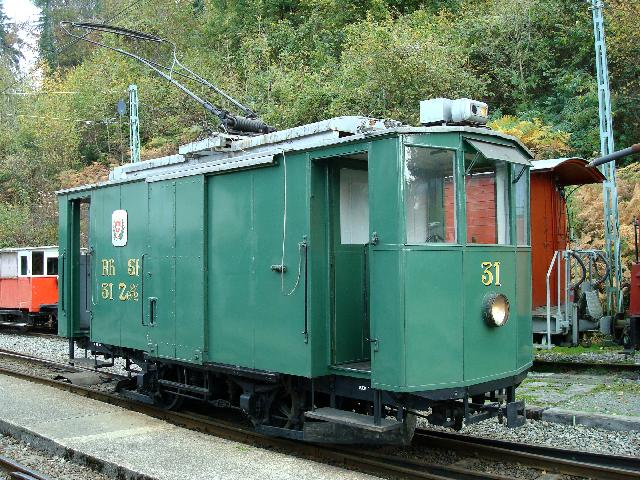
Posttriebwagen der Strassenbahn Altstätten–Berneck bei der Museumsbahn Blonay–Chamby
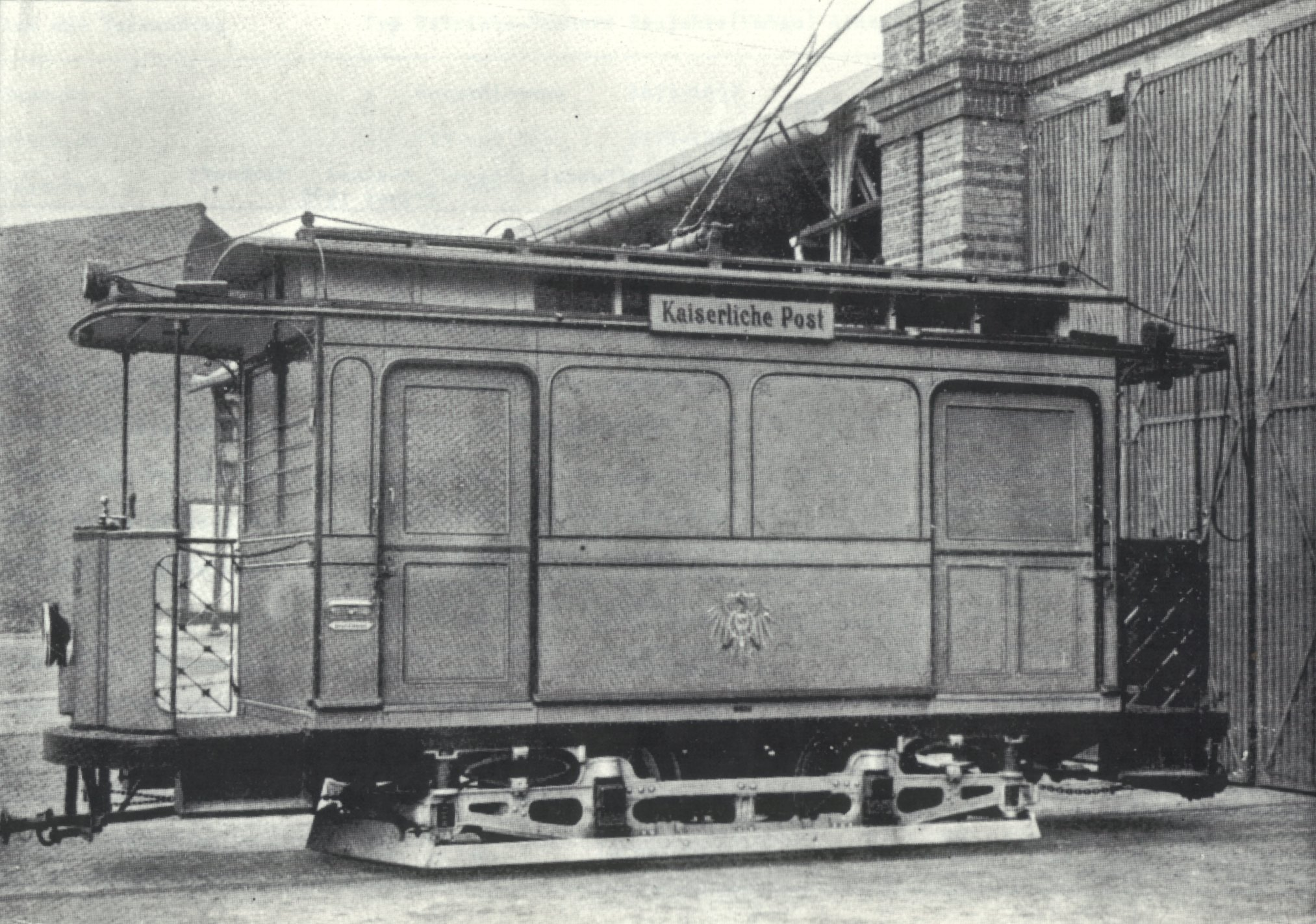
Frankfurter Posttriebwagen 501
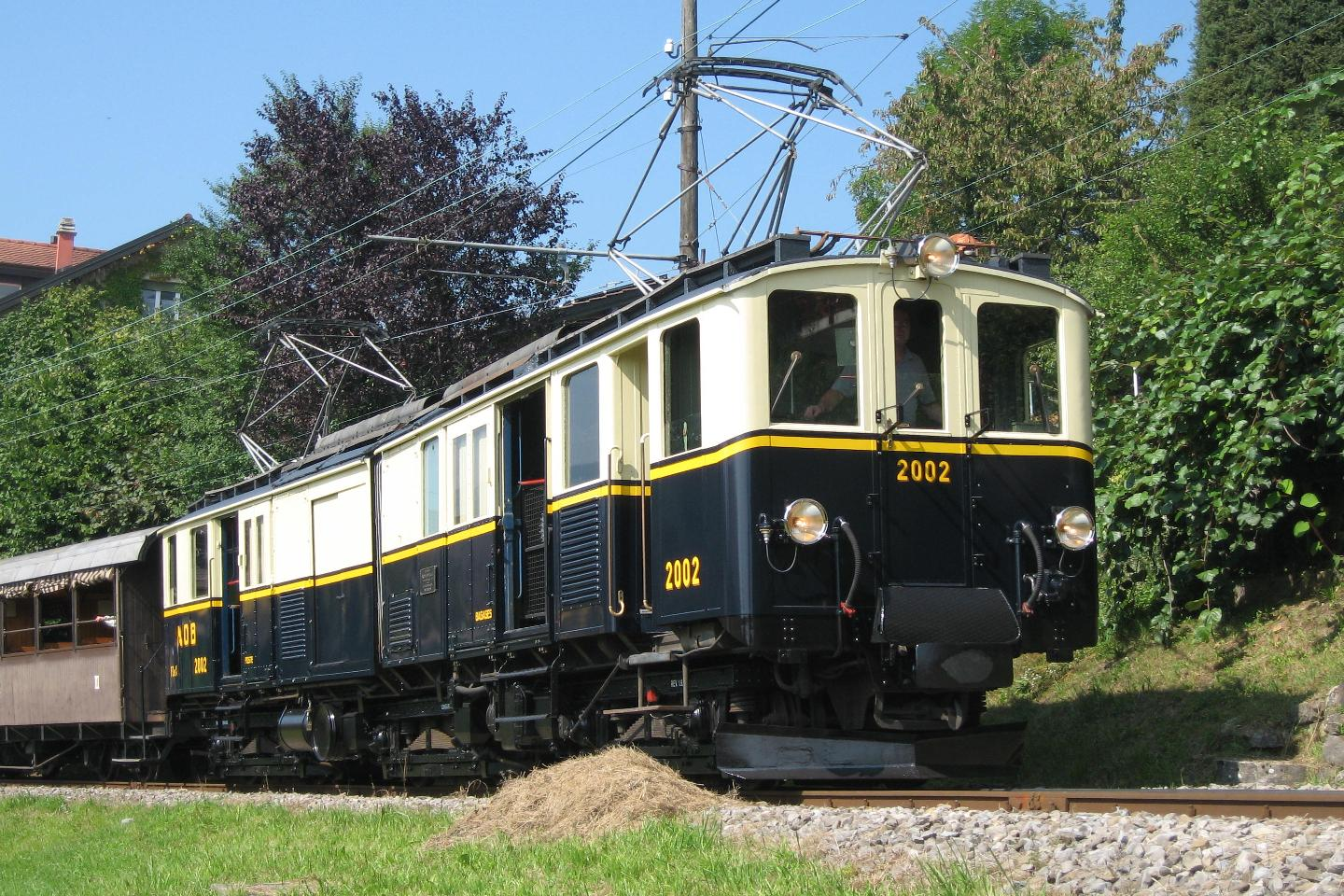
Kombinierter Post- und Gepäcktriebwagen der Montreux-Berner Oberland-Bahn, ausgeführt als Gelenkfahrzeug mit Jakobsdrehgestell